# Jacques Assahoré Konan
Pour les articles homonymes, voir Konan.
Jacques Assahoré Konan , né le 8 juillet 1961 à Sinfra, est un technocrate du trésor public et homme politique ivoirien.
De 2016 à 2023, il est directeur général du Trésor Public. À ce poste, il reçoit plusieurs prix dont celui du meilleur manager africain, catégorie entreprise publique ivoirienne. Il est candidat aux élections législatives en mars 2021. Il est élu député de Diabo-Languibonou dans le département de Bouaké.
Le 2 septembre 2023, il est président du Conseil régional de Gbêkê. Il devient ministre de l'Environnement, du Développement durable et de la Transition écologique le 17 novembre 2023 dans le premier gouvernement du Premier ministre Robert Beugré Mambé.

## Biographie
Il est père de cinq enfants. Titulaire d'une maitrise en droit public à l'université Félix Houphouët-Boigny de Cocody et diplômé du cycle supérieur de l’École nationale d'administration (ENA) option trésor, Assahoré Konan, de formateur à l'ENA de 1997 à 1999 a occupé plusieurs fonctions au Trésor public.

## Carrière au trésor public
Il donne une nouvelle orientation au trésor public avec en priorité le suivi de la trésorerie des projets cofinancés en faisant la gestion de 200 comptes bancaires ouverts à la Banque nationale d'investissement. Il rehausse le suivi de la trésorerie de la dette publique en gérant 5 comptes bancaires dont 2 à la BCEAO,1 à la Citibank New-York, 1 à la Citibank Paris et 1 à la Banque de France. Il organise le recouvrement du versement des entreprises et le paiement des dépenses de la dette publique ainsi que le paiement des dépenses des projets cofinancés. Il fait la gestion comptable de la dette extérieure dans le cadre de l'Initiative PPTE .

## Vie associative et politique
Jacques Assahoré Konan est militant du Rassemblement des houphouëtistes pour la démocratie et la paix (RHDP), parti d'Alassane Ouattara depuis la création de ce parti. Élu député sous la bannière du RHDP le 6 mars 2021, il sillonne les 113 villages du canton Gblo de la circonscription de Diabo-Languibonou pour remercier la population. Il est candidat à la présidence du Conseil régional de Gbêkê et devient le Président du Conseil régional le 2 septembre 2023. En dehors du travail et des activités politiques, Assahoré Konan Jacques est membre et président de plusieurs associations. Il est membre de l'Association des Anciens élèves de Bouaflé et conseiller spécial du Président de la Mutuelle de développement de Boukébo S/P Languibonou. Il est président de l'Association des Comptables supérieurs du Trésor public (ACST-CT) et celui du Club de Maracana des Amis du samedi de Yopougon.

## Activités médiatiques
Jacques Assahoré Konan est membre des 370 personnalités de la délégation ivoirienne conduite par Tiémoko Meyliet Koné, vice-président ivoirien dans les Émirats arabes unis à la Cop28 du 30 novembre au 12 décembre 2023. Avant son départ, il a tenu une réunion à son cabinet au Plateau pour donner la vision de la Côte d'Ivoire face aux chocs liés au changement climatique,,.
Jacques Assahoré Konan a pris part au sommet sur l'économie verte en Afrique du Sud du 21 au 24 février 2024. À cette occasion, il a eu plusieurs séances de travail avec des investisseurs et responsables des projets d'impact pour le financement des actions climatiques en Côte d'Ivoire.